# Apocyclops dengizicus
Apocyclops dengizicus is een eenoogkreeftjessoort uit de familie van de Cyclopidae. De wetenschappelijke naam van de soort is voor het eerst geldig gepubliceerd in 1900 door Lepeshkin.